# Alleanza Nazionale
Die Alleanza Nazionale (AN), deutsch Nationale Allianz, war eine nationalkonservative Partei in Italien. Sie ging 1995 aus dem neofaschistischen Movimento Sociale Italiano hervor und ging 2009 in der Mitte-rechts-Sammelpartei Popolo della Libertà auf. Bei landesweiten Wahlen erhielt sie zwischen 12 und 16 Prozent der Stimmen und war dritt- bzw. viertstärkste Kraft.
Als heutiger Nachfolger der Partei gilt die Partei Fratelli d’Italia von Giorgia Meloni.

## Entstehung
Das Movimento Sociale Italiano (MSI) beinhaltete ab der Fusion mit der Partito Democratico Italiano di Unità Monarchica (PDIUM) 1972 einerseits explizit alt- und neofaschistische Kräfte in der Tradition der Italienischen Sozialrepublik (RSI), andererseits konservative Monarchisten. Sie war in den 1970er- und 80er-Jahren mit Stimmenanteilen zwischen 5 und 9 Prozent viertstärkste Kraft. Die anderen Parteien betrachteten sie jedoch als außerhalb des „Verfassungsbogens“ (arco costituzionale) stehend und lehnten jede Zusammenarbeit ab.

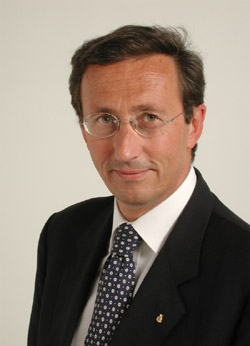
Gianfranco Fini, Vorsitzender der AN von der Gründung bis 2008

Gianfranco Fini, der bereits 1987–1990 und erneut ab 1991 „nationaler Sekretär“ (d. h. Vorsitzender) des MSI war, bemühte sich um ein etwas gemäßigteres Auftreten, um die Partei für breitere Bevölkerungsgruppen wählbar zu machen. Auf der anderen Seite lockerte Ministerpräsident Bettino Craxi von den Sozialisten die Isolation des MSI, indem er Fini 1987 zu offiziellen Gesprächen der Parteivorsitzenden über eine Verfassungsreform einlud.  Fini und das MSI nutzten den 1992 zu Tage getretenen Korruptionsskandal Tangentopoli, der einen massiven Vertrauensverlust der Bevölkerung zu den bisherigen Regierungsparteien mit sich brachte. Bei der Bürgermeisterwahl in Rom 1993 kam Fini in die Stichwahl, bei der er mit 46,9 % der Stimmen unterlag, was jedoch ein Rekordergebnis für einen Kandidaten des MSI war.
Auf Vorschlag des Abgeordneten Giuseppe Tatarella und des konservativ-monarchistischen Politikprofessors Domenico Fisichella trat das MSI bereits zu den Parlamentswahlen 1994 unter der Listenbezeichnung Alleanza Nazionale an. Sie schloss zudem ein Wahlbündnis mit nicht-faschistischen Mitte-rechts-Parteien, namentlich der neugegründeten Forza Italia von Silvio Berlusconi (Polo del Buon Governo). Mit 13,5 % der Stimmen wurde MSI/Alleanza Nazionale drittstärkste Partei (zwei Jahre zuvor waren es nur 5,4 % gewesen). In einigen Provinzen Mittel- und Süditaliens wurde sie sogar stärkste Kraft. Als Teil des Mitte-rechts-Kabinetts Berlusconi I war sie anschließend erstmals an der Regierung beteiligt.
Die Wandlung der Partei hatte ihren äußerlichen Höhepunkt auf dem Parteitag von Fiuggi vom 25. bis 29. Januar 1995 durch die Umgründung in die Alleanza Nazionale. Die Umgründung war anfangs nur ein inszenierter Verpackungswechsel: Der Parteiname, die Symbole und die Rhetorik wurden ausgetauscht, ohne am Kern der Ideologie zu rütteln. Das alte Parteisymbol, die Flamme mit den Farben der italienischen Flagge und der Unterschrift MSI, wurde zudem nicht ganz verworfen, es wurde in das neue Parteilogo einverleibt. Außerdem waren 95 Prozent der AN-Abgeordneten früher Teil der MSI-Fraktion. Diesem äußerlichen Wechsel folgte eine allmähliche Anpassung der personellen Struktur, des Auftretens und der programmatischen Aussagen. Im weiteren Verlauf der 1990er-Jahre hat sie sich dann zu einer rechtskonservativen Partei gewandelt.
Parteichef Gianfranco Fini setzte sich besonders für den Richtungswechsel von Fiuggi ein (italienisch svolta di Fiuggi). Er beteuerte mehrmals die Abkehr vom faschistischen Totalitarismus und Rassismus. Besonders scharf verurteilte er die Rassengesetze gegen die Juden und bezeichnete anlässlich eines Besuches in Israel den Faschismus mit Bezug auf die Rassegesetze und den Holocaust als „Teil der Epoche des absoluten Bösen“.

## Ideologie
Die Partei setzte sich insbesondere für die Familie, für die Bewahrung der italienischen Identität, für den Kampf gegen Kriminalität und illegale Einwanderung, für soziale Marktwirtschaft (wobei sie das soziale mehr betont) ein.
Ein weiterer wichtiger Punkt in der Programmatik der Partei war die Bewahrung der nationalen Einheit, was zu Konflikten mit der Lega Nord führte.

## Abspaltungen

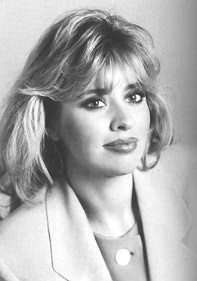
Alessandra Mussolini verließ die AN 2003

Die Wandlung von einer neofaschistischen hin zu einer konservativen Partei führte zu einigen Abspaltungen:
- Pino Rauti gründete sofort nach dem Gründungskongress in Fiuggi 1995 das Movimento Sociale–Fiamma Tricolore, das sich zum faschistischen Erbe Mussolinis bekannte.[11]
- Donato Seppi gründete 1996 nach dem Kongress von Fiuggi die italienischnationale Unitalia, die nur in Südtirol aktiv ist. Im Bozner Landtag war die Partei mit Seppi von 1998 bis 2013 vertreten.
- Alessandra Mussolini verließ die Partei 2003, nachdem Fini den Faschismus als „Teil der Epoche des absoluten Bösen“ bezeichnet hatte, gründete die Azione Sociale und zog ins Europäische Parlament ein.[12]
- Francesco Storace war Finis Kurs zu gemäßigt. Er gründete im Jahr 2007 die Bewegung La Destra.[13]

## Wahlergebnisse

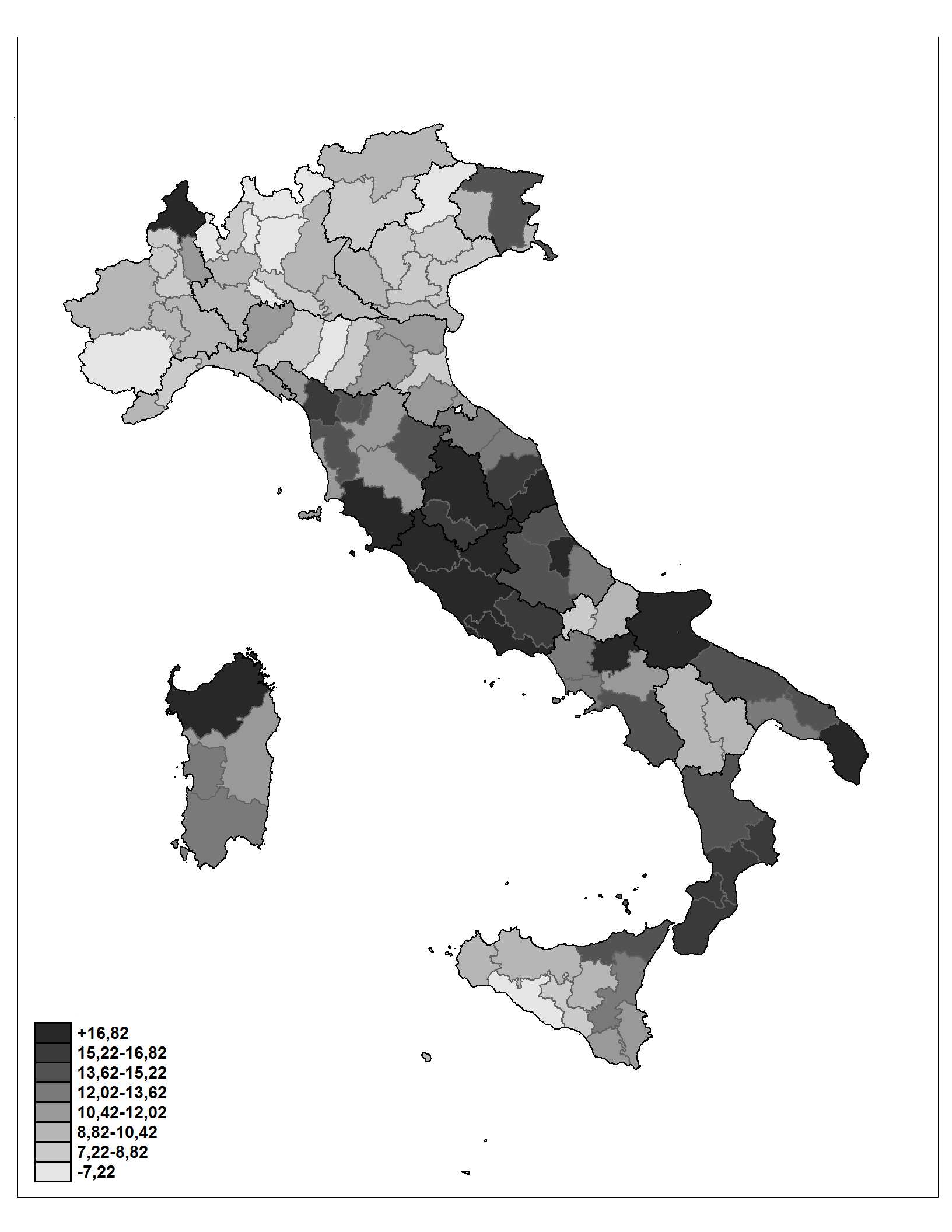
Verteilung des AN-Stimmenanteils nach Provinzen (Parlamentswahl 2001)

Der Zerfall der Democrazia Cristiana ermöglichten es der Alleanza Nazionale, vor allem in Mittel- und Süditalien zahlreiche Wählerstimmen auf sich zu vereinen.
Trotz zahlreicher Abspaltungen erreichte sie bei allen Wahlen auf nationaler Ebene über 10 % der Stimmen. Ihr bestes Wahlergebnis erzielte sie 1996, als die Partei auf 15,7 % der Stimmen kam. Bei den italienischen Parlamentswahlen am 9. und 10. April 2006 erhielt die AN 12,3 %.
Zur Europawahl 1999 trat die AN in einem Wahlbündnis mit dem liberalen Patto Segni unter der Bezeichnung Elefantino („Der kleine Elefant“) an – eine Anspielung auf das Logo der Republikanischen Partei der USA, die das Vorbild dieses Mitte-rechts-Bündnisses war. Das Bündnis kam auf 10,3 % der Stimmen, was als Enttäuschung gewertet wurde (1994 hatte die AN 12,5 % und der Patto Segni 3,3 % erhalten). Die Europaparlamentarier der AN bildeten mit denen der französischen RPF, der irischen Fianna Fáil sowie kleinerer Parteien die nationalkonservative Fraktion Union für das Europa der Nationen (UEN). Bei der Europawahl 2004 legte die AN auf 11,5 % zu. Mit neun Europaabgeordneten war die AN anschließend die stärkste Einzelpartei in der UEN-Fraktion und stellte mit Cristiana Muscardini eine der beiden Fraktionsvorsitzenden. Muscardini war zugleich Generalsekretärin der Europapartei Allianz für das Europa der Nationen (AEN), deren Gründungsmitglied die AN war.
Auf Kommunalebene war die Allianz ebenfalls erfolgreich, vor allem in der Mitte und im Süden des Landes. Gianni Alemanno, der 2008–2013 Bürgermeister von Rom war, gehörte der AN bis zu deren Auflösung an.
Die Wählerschaft war überproportional männlich (bei der Parlamentswahl 1994 waren 64 % der AN-Wähler Männer), eher in kleinen und mittelgroßen Städten (unter 100.000 Einwohner) zuhause. Sowohl unter Selbstständigen als auch unter Erwerbslosen sowie unter Jungwählern war die AN besonders stark vertreten.

## Regierungsbeteiligung
In der ersten (1994–95) und zweiten Regierung Berlusconi (2001–06) war die AN wichtiger Koalitionspartner und bildete zusammen mit verschiedenen Parteien, darunter Forza Italia, Lega Nord und Centro Cristiano Democratico bzw. Unione dei Democratici Cristiani e di Centro das Mitte-rechts-Parteienbündnis Casa delle Libertà. Im Kabinett Berlusconi I stellte die AN einen stellvertretenden Ministerpräsidenten – Giuseppe Tatarella – und fünf Minister (Landwirtschaft, Verkehr, Post, Kultur und Umwelt). Im Sinne der Distanzierung von der faschistischen Vergangenheit waren diese keine Spitzenvertreter des bisherigen MSI, sondern kamen aus der zweiten Reihe oder waren erst im Zuge des Wandels 1994/95 der Partei beigetreten. Postminister Tatarella nutzte sein Amt jedoch, um den faschistischen Philosophen Giovanni Gentile mit einer Briefmarke zu ehren.
Gianfranco Fini war 2001–06 stellvertretender Ministerpräsident und 2004–06 Außenminister Italiens in den Kabinetten Berlusconi II und III. Außerdem stellte die AN die Minister für Landwirtschaft, Umwelt, Gesundheit und Kommunikation.
Nach April 2008 stand die AN als Teil der PDL-Fraktion wieder in der Regierungsverantwortung (Kabinett Berlusconi IV). Diesmal kamen der Verteidigungsminister Ignazio La Russa und der Verkehrsminister Altero Matteoli aus den Reihen der AN. Zudem bekleidete Gianfranco Fini 2008–2013 das Amt des Präsidenten der Abgeordnetenkammer, das dritthöchste im Staate.

## Auflösung und Nachfolge

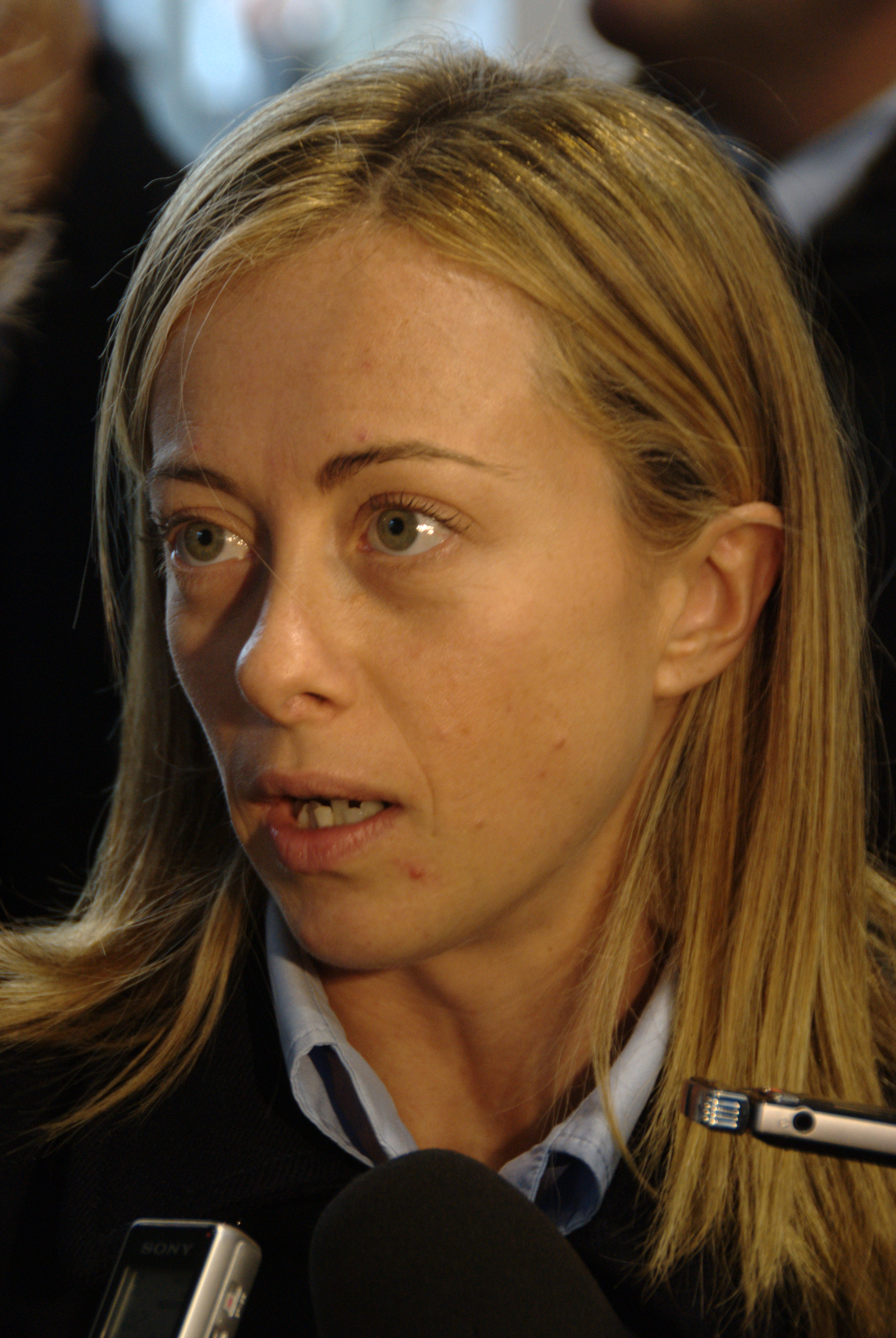
Giorgia Meloni, 2004–09 Vorsitzende der AN-Jugendorganisation Azione Giovane

Die beiden wichtigsten Parteien des Mitte-links-Lagers fusionierten 2007 zur Partito Democratico. Nach diesem Vorbild schlug Berlusconi vor, auch das Mitte-rechts-Lager sollte sich zu einer einzigen Partei vereinigen. Dagegen gab es zunächst jedoch erheblichen Widerstand, auch aus der AN. Bei den Parlamentswahlen am 13. und 14. April 2008 traten AN und Forza Italia dann mit einer gemeinsamen Liste – genannt Popolo della Libertà (PdL) – an. Deren Abgeordnete bildeten anschließend jeweils eine gemeinsame Fraktion in Senat und Abgeordnetenhaus. Die beteiligten Parteien bestanden jedoch für eine Übergangszeit fort. Am 22. März 2009 beschloss die Alleanza Nazionale ihre Auflösung und eine Woche später wurde Popolo della Libertà als einheitliche Partei gegründet.
Ein Teil der ehemaligen AN-Mitglieder, darunter der langjährige Vorsitzende Fini, verließ die PdL 2010 wieder und gründete die liberalkonservative Partei Futuro e Libertà per l’Italia (FLI). Diese versuchte, mit der christdemokratischen Unione di Centro und kleineren Parteien der politischen Mitte, einen „dritten Pol“ in der italienischen Parteienlandschaft – zwischen Mitte-links- und Mitte-rechts-Block – zu bilden. Seit der Parlamentswahl 2013, bei der sie nur 0,5 % der Stimmen erhielt, ist die FLI politisch bedeutungslos.
Eine weitere Gruppe ehemaliger AN-Mitglieder, um Ignazio La Russa und Giorgia Meloni, verließ die PdL im Dezember 2012 und gründete die nationalkonservative und rechtspopulistische Partei Fratelli d’Italia (FdI). Die Fondazione Alleanza Nazionale, die die Vermögenswerte der aufgelösten Partei verwaltet, beschloss  im Dezember 2013, der FdI die Rechte am Namen und Logo der AN einzuräumen. Diese benannte sich darauf in Fratelli d’Italia – Alleanza Nazionale um und nahm die grün-weiß-rote Flamme (fiamma tricolore), einst Symbol der MSI und AN, in ihr Logo auf. Sie kann somit als faktische Nachfolgerin der AN gelten.